# Кристал Макміллан
Джессі Кристал Макміллан (англ. Jessie Chrystal Macmillan: 13 червня 1872, Единбург, Шотландія, Сполучене Королівство Великої Британії та Ірландії — 21 вересня 1937, Единбург, Шотландія, Велика Британія) — британська політикиня, суфражистка, активістка руху за мир, адвокатка, феміністка. Перша жінка-випускниця Единбурзького університету, перша жінка-випускниця курсу з математики, друга жінка, яка представила справу в Палаті лордів, одна з засновниць Міжнародної жіночої ліги за мир і свободу.
У перший рік Першої світової війни Макміллан виступала від імені жінок Сполученого Королівства, які прагнуть відновити мир і припинити збройний конфлікт, на Міжнародному жіночому конгресі в Гаазі. Конгрес обрав п'ять делегаток, які мали передати послання політичним лідерам у Європі та США. Макміллан відвідала нейтральні держави Північної Європи та Росію, перш ніж зустрітися з іншими делегатами в США. Вона зустрілася зі світовими лідерами, зокрема, президентом Вудро Вільсоном, країн, що все ще залишалися нейтральними, щоб подати пропозиції, сформульовані в Гаазі. Згодом Вільсон використав ці пропозиції як один зі своїх Чотирнадцяти пунктів як виправдання ведення війни для встановлення міцного миру. Наприкінці війни Макміллан допомогла в організації другого Жіночого конгресу в Цюриху і була однією з делегатів, обраних для ухвалення висунутих конгресом резолюцій на зустрічі політичних лідерів у Парижі, щоб сформувати положення Версальського мирного договору. Підтримала ідею створення Ліги Націй. Боролася, щоб Ліга встановила порядок отримання громадянства для жінок незалежно від громадянства їхніх чоловіків.

## Ранні роки та освіта
Дочка Джессі Кристал Фінлейсон і Джона Макміллана, торговця чаєм, що працював у компанії Melrose & Co в Літі. Сім'я жила на Дюк-стріт, 8 (Дублін-Стріт станом на 1922) в единбурзькому Нью-Тауні. Єдина дочка з дев'яти дітей. 
Після дошкільної освіти в Единбурзі вступила до школи Сент-Леонардс та школи Сент-Катарінс для дівчаток у Сент-Ендрюсі на східному узбережжі Шотландії. У жовтні 1892 року була однією з перших студенток, які вступили до університету, проте не стала першою випускницею, оскільки інші або були успішнішими у своїх дослідженнях, або отримували вищі ступені. Вивчала природничі науки, зокрема, математику в Джорджа Кристала, астрономію у Ральфа Коупленда і натурфілософію у Пітера Ґатрі Тейта та Карґілла Ґілстона Нотта. У квітні 1896 року здобула ступінь бакалавра з відзнакою з математики та натурфілософії, ставши першою жінкою в університеті, яка досягла таких результатів.
Влітку 1896 року поїхала до Берліна для подальшого навчання в університеті, потім повернулася до Единбурга і склала іспит із грецької мови, щоб вступити на факультет мистецтв у жовтні 1896 року. Вивчала низку соціальних дисциплін, зокрема політику, та у квітні 1900 року здобула вищу освіту. Перша жінка, яка отримала в Единбурзі ступінь першого класу з математики та натурфілософії, а також ступінь другого класу з моральної філософії та логіки. У цей час була членкинею Единбурзького жіночого дискусійного товариства, форуму, де здобула впевненість у суперечках із опонентами. У травні 1897 року приєдналася до Единбурзького математичного товариства, ставши другою жінкою-членкинею після Флори Філіп (1896).

## Боротьба за права жінок
Була активісткою в Единбурзькому Національному товаристві за виборче право жінок (ENSWS). 1897 року після об'єднання двох великих товариств Великої Британії в Національний союз жіночих виборчих товариств (NUWSS), разом із Луїзою Стівенсон стали там членкинями виконавчого комітету з Единбурга. У той час вона не використовувала ім'я Джессі, ім'я її матері, дане і їй при народженні, а була відома просто як Кристал Макміллан.
Як випускниці, Макміллан зі ще чотирма жінками були повноправними членами Генеральної ради Единбурзького університету, але в лютому 1906 року їм відмовили в голосуванні щодо виборів члена парламенту, який представлятиме університет. Макміллан апелювала формулюваннями статуту Генеральної ради, в яких зазначено, що у голосуванні беруть участь «особи», і що вона та інші випускниці справді є особами. У березні написала Елізабет Кларк Волстенхолм-Елмі лист із проханням про допомогу, оскільки та була автором брошури Звільнення жінок, із припискою: «Мої переконання сформувалися після прочитання Вашої брошури». Елмі порадила їй зв'язатися для консультації та пошуку додаткових корисних аргументів із Шарлоттою Кармайкл Стоупс. 1907 року Макміллан подала справу до університетських судів, але програла і в основному розгляді і після апеляції. Наступним кроком стало подання справи до Палати лордів, для чого об'єднання суфражисток зібрало 1000 фунтів. Вони сподівалися підвищити обізнаність у Великій Британії про абсурдність і несправедливість відмови в голосуванні таким освіченим жінкам.
У листопаді 1908 року з'явилася в Лондоні, щоб виступити за своє право голосувати за місця в шотландському Університеті, як випускниця закладу. Заради її виступу охорона будівлі парламенту була змушена призупинити тимчасові заходи, вжиті для запобігання входу та в'їзду жінок, які набули чинності після перших радикальних демонстрацій та акцій суфражисток. Стала першою жінкою, яка вела справу перед колегією адвокатів Палати лордів. Її підтримала Френсіс Сімсон, одна з перших восьми жінок-випускників Единбурга. Зважаючи на пізній початок засідання, говорила три чверті години. Гащета The Herald (Глазго) повідомляла, що коли вона починала нервувати, її зігрівав інтерес до предмета справи і вона «надавала докази законності чудовим голосом». Через два дні продовжувала відстоювати справу в Палаті лордів, цього разу в «повному самовладанні», одягнена в темно-червоний костюм і капелюх, оброблений хутром горностая. Як і інші суфражистки у Великій Британії та Сполучених Штатах, обґрунтовувала свої докази словами «особа» та «особи» в статутах голосування, стверджуючи, що такі невизначені слова не є підставою для виключення з голосування цілої статі . Суд підтримав рішення обох нижчестоящих судів у тому, що слово «особи» не включає жінок, коли йдеться про привілеї, надавані державою. Вона програла справу, але, після винесення рішення Палати, в The New York Times вийшло її повідомлення: «Ми житимемо, щоб боротися ще не один день» (англ. We'll live to fight another day). У Веллінгтоні (Нова Зеландія) в Evening Post вийшла менш різка замітка, де було сказано, що Макміллан після поразки була веселою. А репортерові Daily Chronicle вона сказала: «Я не думаю, що зараз ще можна щось зробити. Але ми доживемо до наступного дня» (англ. I don't suppose that there is anything more to be done just now, but we shall live to fight another day) . Незалежно від точності слів, час, проведений у Палаті лордів, приніс їй всесвітню популярність, яка виявилася дуже цінною в боротьбі за права жінок.
1911 року взяла участь у шостому конгресі Міжнародного союзу жінок за виборче право (IWSA) в Стокгольмі. Там розпочала здійснення довгострокового проєкту у співпраці з Марі Стрітт, президенткою Німецького союзу за виборче право жінок, та Марією Верон, президенткою Французької Ліги за права жінок, щодо документування умов голосування жінок у всьому світі. У травні 1913 року, після двох років листування з активістами за права жінок і збору інформації по всьому світу, вони завершили Жіноче виборче право на практиці, 1913 — книгу, до якої Керрі Чепмен Кетт додала передмову. У книзі, опублікованій спільно з NUWSS та Національною американською Асоціацією жіночого виборчого права, описано сучасні практики голосування жінок у 35 країнах та імперіях. Макміллан відповідала за написання статей про Велику Британію, США, Нову Зеландію, Австралію, Індію, Китай, Південну Африку та п'ять невеликих країн. Вона зауважила, що лише в небагатьох країнах та імперіях жінки були виключені з процесу голосування за законом — натомість вони не могли голосувати лише за звичаєм. Вона писала виходячи з особистого досвіду, і із зовнішнього спостереження за активістками жіночого руху: «Щойно вони усвідомлюють цей факт, вони перевіряють законність свого виключення в судах». 1913 року Макміллан була присутня на сьомому конгресі IWSA в Будапешті, після якого обійняла посаду віце-президента IWSA, яку обіймала протягом десяти років. 1914 року написала 30-сторінкову брошуру під назвою «Факти проти фантазій про жіноче виборче право», опубліковану NUWSS.

## Антивоєнна діяльність
Коли почалася Перша світова війна, Макміллан очікувала підтримки антивоєнних настроїв у діяльності NUWSS. Натомість виявила, що більшість британських жінок налаштовані на те, щоб надавати допомогу чоловікам для того, щоб вони здобули перемогу у війні. Але вона не склала руки — незабаром після початку воєнних дій вирушила до Вліссінгена (Нідерланди), з місією милосердя. До кінця жовтня 1914 року постачала продовольством біженців у упалому Антверпені. Наприкінці 1914 підписала Відкритий різдвяний лист — обмін закликами до миру між жінками країн, що воюють.
В інших країнах світу пацифістки змушені були пристосовуватися до реалій війни. Після «серпневих гармат» Розіка Швіммер, уродженка Австро-Угорщини, яка працювала в Англії, але не повернулася додому через початок війни, виклала свою ідею проведення міжнародної конференції нейтральних країн для організації посередництва між націями, що воюють. Пацифістки Німеччини через війну були змушені відкликати своє запрошення прийняти в себе щорічний конгрес IWSA, який мав відбутися через дев'ять місяців у Берліні. У грудні 1914 року канадка Джулія Грейс Вельс, професорка Вісконсинського Університету в Медісоні, опублікувала свої погляди на роботу щодо посередництва в досягненні миру в брошурі під назвою «Безперервне посередництво без припинення вогню» відомій у народі як Вісконсинський план. Надихнувшись цим посланням, Кетт запропонувала, щоб замість проведення Конвенції про жіноче виборче право в Берліні провести в Гаазі чотириденний Міжнародний конгрес жінок з питань миру, починаючи від 28 квітня 1915 року.
Коли це повідомлення дійшло до Великої Британії, думки членів NUWSS розділилися між патріотами, такими як Міллісент Фосетт, які поділяли мотиви воєнних дійі були віддані роботі над агітацією, і підписантами Різдвяного листа, які хотіли відправити на конгрес делегатів миру. Але, оскільки більшість членів NUWSS були схильні радше до націоналістичних настроїв, ніж до пацифістських, вони відкинули резолюцію, схвалену інтернаціоналістами Гелен Брайт Кларк та Маргарет Бондфілд, яка підтримала відправлення делегації жінок до Гааги. Через загальне несхвалення деякі жінки, наприклад, Маргарет Ештон, Гелена Свонвік і Мод Ройден, залишили NUWSS, щоб відвідати Конгрес із питань миру. Загалом їх було близько 180 осіб. Макміллан була єдиним виконавчим директором NUWSS, що підтримувала інтернаціоналістів і не залишила посаду, оскільки перебувала у від'їзді, займаючись благодійністю. Вона обрала об'єкт своєї добровільної місії поблизу Гааги, і готувалася приєднатися до колишніх членів NUWSS після того, як група перетнула Ла-Манш.
У Гаазі 28 квітня — 1 травня 1915 для обговорення мирних пропозицій зібрався великий конгрес із 1150 жінок із Північної Америки і Європи. Цей захід названо Міжнародним жіночим конгресом, або Жіночим конгресом миру. Британська делегація, що спочатку налічувала 180 жінок, була значно скорочена через скасування Вінстоном Черчіллем британського поромного сполучення через канал. Макміллан була обрана членом Міжнародного комітету з метою поїздки до нейтральних країн для підтримки пропозицій Конгресу. Вісконсінський план одноголосно прийнято як оптимальний метод для повернення миру, і Макміллан, Швіммер та інші члени Комітету вирушили до США, щоб представити його президенту Вудро Вільсону. Багато з мирних пропозицій жінок президент США пізніше використав у його Чотирнадцяти пунктах, а спільні зусилля Жіночого міжнародного конгресу сприяли створенню Ліги Націй.
Після війни, в травні 1919 року, вирушила до Цюриха як делегатка на Міжнародний конгрес жінок. Конгрес рішуче засудив жорсткі умови капітуляції для Німеччини, зазначені у Версальському договорі, який мав бути підписаний наступного місяця. Макміллан перенесла обговорення цієї проблеми на Паризьку мирну конференцію, що проходила, але жодних змін до договору внесено так і не було.

## Адвокатська діяльність
На початок 1918 року британські жінки, які досягли 30-річного віку, здобули право голосувати та обіймати державні посади. Після ухвалення закону 1919 року про Позбавлення дискримінації за ознакою статі у професійній діяльності, яка дозволила жінкам займатися юриспруденцією, Макміллан подала заяву в Мідл Темпл з метою стати ученицею адвоката. 28 січня 1924 року вперше виступила адвокаткою в суді і 1926 року приєдналася до Західного округу, ставши лише другою жінкою, обраною до його юридичної колегії. Відтоді й до 1929 року вона виступила як захисниця в шести справах у окружному суді, і в період від 1927 до 1936 року вела 65 справ у судах північної частини Лондона. Від 1929 року виступала в Центральному кримінальному суді в п'яти справах як обвинувачка і одній — як захисниця. Записи про її цивільні справи відсутні. Під час навчання стала, разом із Гелен Арчдейл, Маргарет Томас та Елізабет Еббот, співзасновницею Ради відчинених дверей щодо скасування юридичних обмежень для жінок. Працювала над тим, щоб жінки всієї країни мали рівні можливості на робочих місцях. 1918 року NUWSS реорганізовано в Національну спілку товариств за рівне громадянство, але Макміллан не погодилася з їхньою позицією щодо захисного законодавства для трудящих жінок. У 1929 році вона стала співзасновником Міжнародної організації «Відчинені двері» для економічної емансипації трудящих жінок. Там вона обіймала посаду президента до своєї смерті .

## Політика
На загальних виборах 1935 року безрезультатно балотувалася як кандидат від Ліберальної партії у виборчому окрузі Північний Единбург. Посіла третє місце, набравши менше 6 % голосів.
| Партія                          | Кандидат              | Голоси | %     | ±     |
| ------------------------------- | --------------------- | ------ | ----- | ----- |
| Юніоністська партія (Шотландія) | Олександр Ерскін-Гілл | 20 776 | 66,53 | -8,50 |
| Ліберальна партія               | Г. В. Кроуфорд        | 8654   | 27,71 | +2,74 |
| Ліберальна партія               | Кристал Макміллан     | 1798   | 5,76  | N/A   |
| Явка виборців                   | Явка виборців         | 31,228 | 66,75 | -7,63 |

У той самий період вона працювала над вирішенням проблеми торгівлі людьми, і, зокрема, торгівлі жінками, яких використовують як сексуальних рабинь. Макміллан почала співпрацювати з Елісон Робертою Нобл Нейланс, яка очолювала Асоціацію моральної та соціальної гігієни. Письменниця та феміністка Сесіль Гамільтон писала про Макміллан, що «вона була правильним адвокатом, який вважав, що закон має бути синонімом справедливості… Її головна мета в житті — можна було б назвати це її пристрастю — полягала в тому, щоб кожна жінка, незалежно від класу та нації, перебувала під захистом справедливості. Вона сама була великою і дуже справедливою людиною… Вона не могла зрушити ні на дюйм у принципових питаннях, але ніколи не втрачала самовладання і ніколи не зривалася на гнів у разі поразки».

## Громадянство одружених жінок
1917 року виступила проти ініціативи присвоєння жінкам національного громадянства залежно від того, з ким вони одружені. Від 1905 року це була стандартна практика, яку ввела Ішбель Гамільтон-Гордон, маркіза Абердіна і Темера, відома як Леді Абердін, але в період воєнних дій Макміллан побачила безліч проблем, породжених цими діями. Жінки, які перебувають у шлюбі з іноземцями, після оголошення війни раптово опинялися в становищі громадян-ворогів у країні, де вони народилися. З іншого боку, на цій самій правовій основі ряд британських жінок мали інше громадянство на ворожих територіях. Макміллан висловилася за те, щоб жінки мали право на незалежне громадянство з тими ж правами на його збереження чи зміну, як і чоловіки. Про це вона написала статть під назвою «Національність одружених жінок», опубліковану двічі в Jus Suffragii: один раз у липні 1917 року і знову, з оновленою статистикою, в червні 1918 року. Однак жодних нових законів з цього приводу не було прийнято, і громадянство жінки залишалося прив'язаним до громадянства її чоловіка.
Це питання знову виникло 1930 року на конференції з кодифікації міжнародного права, що відбулася в Гаазі. Значний контингент жінок із Америки приєднався до Міжнародних жіночих груп, щоб змінити закони про громадянство, але жінки не змогли домовитися про формулювання. Інтенсивне лобіювання з боку жінок та масова демонстрація на параді не змогли вплинути на учасників конференції, і міжнародне право продовжувало вважати, що громадянство жінки прив'язане до громадянства її чоловіка. У відповідь на це Макміллан організувала Міжнародний Комітет дій із громадянства одружених жінок на початку наступного року. Шість найвпливовіших міжнародних жіночих груп прагнули заручитися широкою підтримкою працюючих жінок. Заявлена Макміллан мета полягала в тому, щоб відстрочити ратифікацію Гаазької конвенції та вплинути на те, щоб громадянство жінки не змінювалося без її згоди і щоб на громадянство дітей подружньої пари не чинило більшого впливу громадянство їхнього батька. Новий комітет досяг успіху в лобіюванні Ліги Націй для вирішення цієї проблеми, але дослідницька група, створена Лігою, була розділена між двома незговірливими фракціями. З одного боку, були ті, хто хотів, щоб подружня пара мала одне громадянство, засноване на громадянстві чоловіка, а з іншого боку, були ті, хто, подібно до Макміллан, виступав за незалежне громадянство подружжя, з можливістю того, щоб дружини мали інше громадянство., ніж їхні чоловіки, а дітям дозволялося мати подвійне громадянство. 1932 року Жіночу групу, що опинилась у безвиході, Ліга Націй визнала неефективною і розпустила, ухваливши рішення на користь ратифікації Гаазької конвенції. 1937 року Гаазьку конвенцію ратифіковано.

## Спадщина
1937 року здоров'я Макміллан похитнулося, і в червні того ж року їй ампутували ногу. 21 вересня вона померла від хвороби серця, у своєму ліжку в будинку 8 за Чалмерс-Кресент, Единбург. 23 вересня її тіло кремовано. Її останки поховано поруч із батьками на цвинтарі Корсторфайн на заході міста. Могилу позначено масивним гранітним хрестом на північ від церкви.
У її заповіті зазначено, що її кошти слід поділити між організаціями Open Door International, що відстоює економічну емансипацію трудящих жінок, та Асоціацією моральної та соціальної гігієни.
Премія Кристал Макміллан — це премія в розмірі 100 фунтів стерлінгів, що присуджується «на розсуд комітету стипендій та призів» Почесного товариства Мідл Темпл у Лондоні — професійної групи адвокатів. Премію засновано як щорічний грант на користь студенток-юристок, які набрали найбільше балів на випускному іспиті в адвокатурі, і для підтримки товариств, з якими була пов'язана Макміллан.
У Королівських будинках, науковому кампусі Единбурзького університету, на честь Макміллан встановлено тисячолітню меморіальну дошку. Там зазначено, що вона була «суфражисткою, засновницею Жіночої міжнародної ліги за мир і свободу», а також першою жінкою-випускницею університету 1896 року. На її честь названо будівлю Единбурзького університету — будівля Крістал Макміллан на північно-західному розі Джордж-сквер. Від 2008 року тут розміщується більша частина школи соціальних та політичних наук.
Її ім'я та фотографія (а також фотографії 58 інших суфражисток) вигравірувано на постаменті статуї Міллісент Фосетт на Парламентській площі в Лондоні, відкритій в 2018.
Невдовзі після її смерті, в старій церкві Корсторфайн змонтовано меморіальне вітражне вікно. Воно розміщене на південному боці церкви до південно-східного кутка.
1957 року Організація Об'єднаних Націй установила незалежне громадянство для кожної особи, яка перебуває в шлюбі, до чого Макміллан безрезультатно прагнула протягом усього життя.